# Hyposcada schausi
Hyposcada schausi är en fjärilsart som beskrevs av Fox 1941. Hyposcada schausi ingår i släktet Hyposcada och familjen praktfjärilar. Inga underarter finns listade i Catalogue of Life.